# 30 St Mary Axe
30 St Mary Axe hay "The Gherkin" (Quả dưa chuột) là một tòa nhà chọc trời ở Luân Đôn, Anh. Tòa nhà do kiến trúc sư đoạt giải Pritzker người Anh là Norman Foster thiết kế chính và do công ty xây dựng Thụy Điển Skanska thi công từ năm 2001 đến năm 2004. 30 St Mary Axe được chính thức khánh thành ngày 28 tháng 4 năm 2004 với chiều cao 180 m.

## Kiến trúc
30 St Mary Axe được thiết kế với rất nhiều yếu tố kiến trúc hiện đại để tiết kiệm năng lượng. Khoảng trống giữa các tầng được thiết kế để tạo thành hệ thống thông gió tự nhiên. Toàn bộ tòa nhà được phủ hai lớp kính để tăng cường chiếu sáng cho các phòng làm việc tạo thành một "quả dưa chuột" phủ kính khổng lồ. Mặc dù phủ toàn bộ kính để tạo thành một đường cong nhưng chỉ có duy nhất tấm kính trên đỉnh tòa nhà được uốn cong, còn lại là các tấm kính phẳng. Trên tầng cao nhất của tòa nhà (tầng 40) có một quầy bar có thể quan sát thành phố đủ 360°. Ở tầng 39 là một nhà hàng. Với hình dáng đặc biệt và vị trí nổi bật của mình, 30 St Mary Axe đã xuất hiện trong rất nhiều bộ phim như Basic Instinct 2, 28 Weeks Later hay A Good Year.

## Hình ảnh

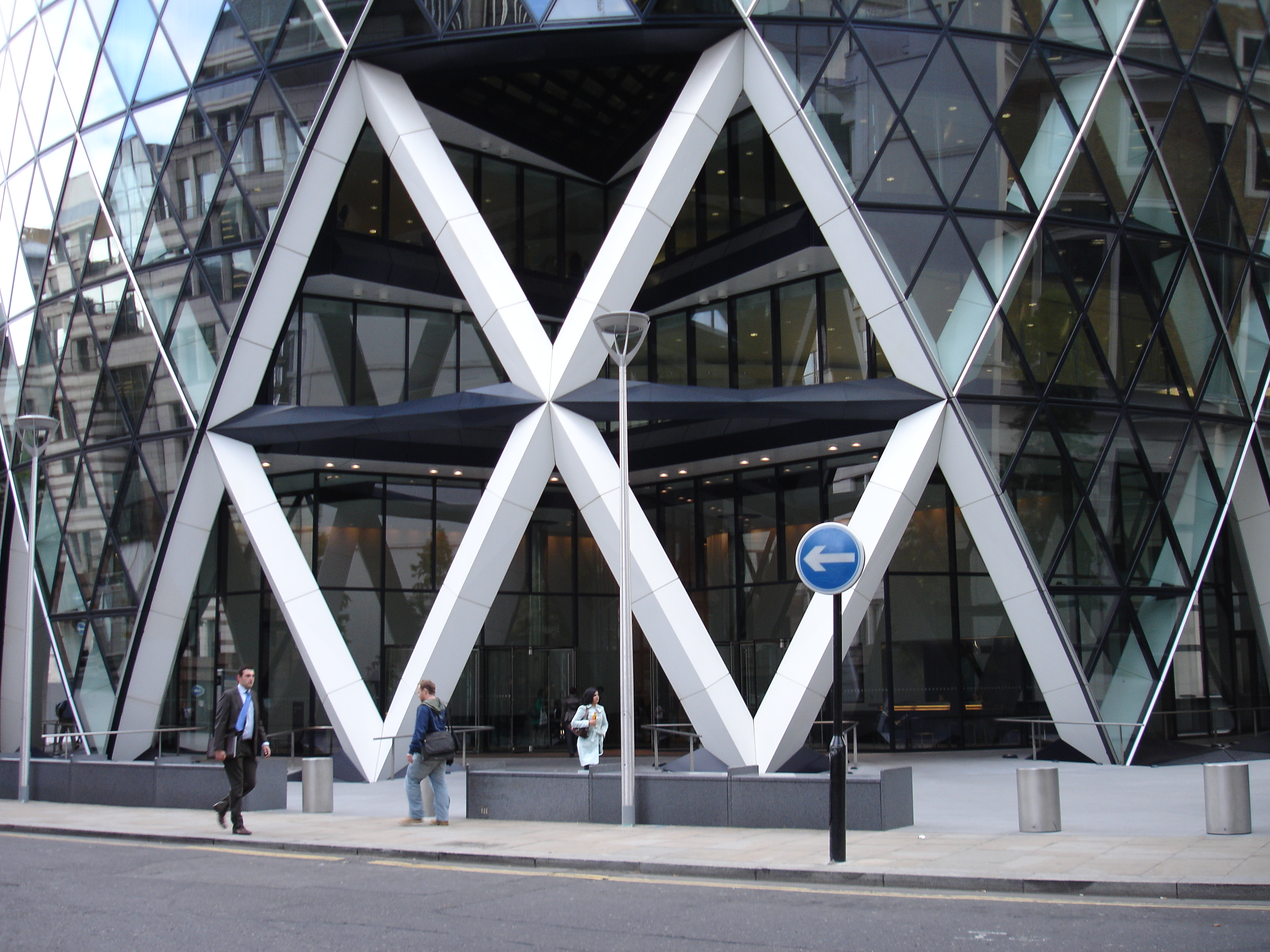
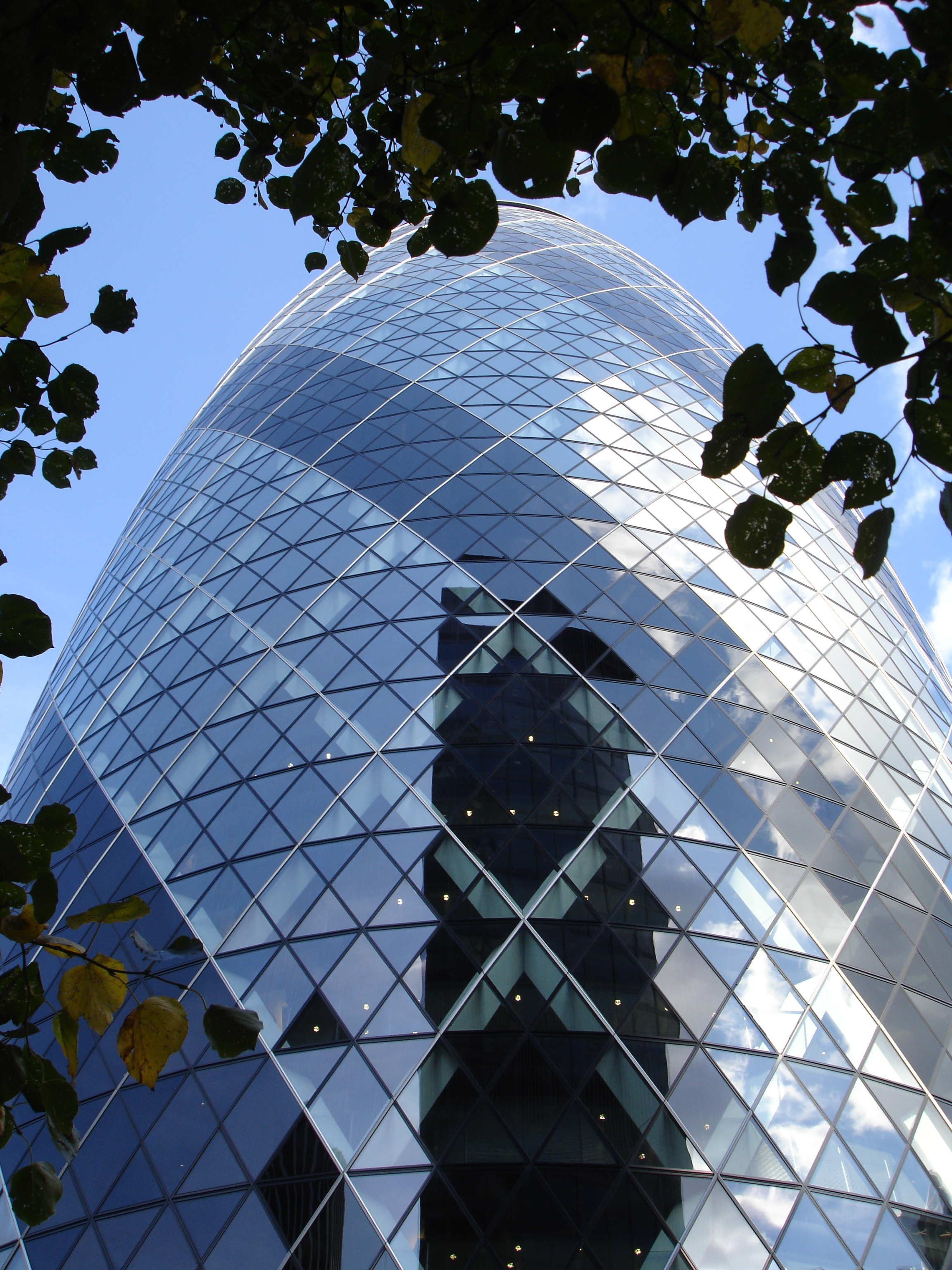
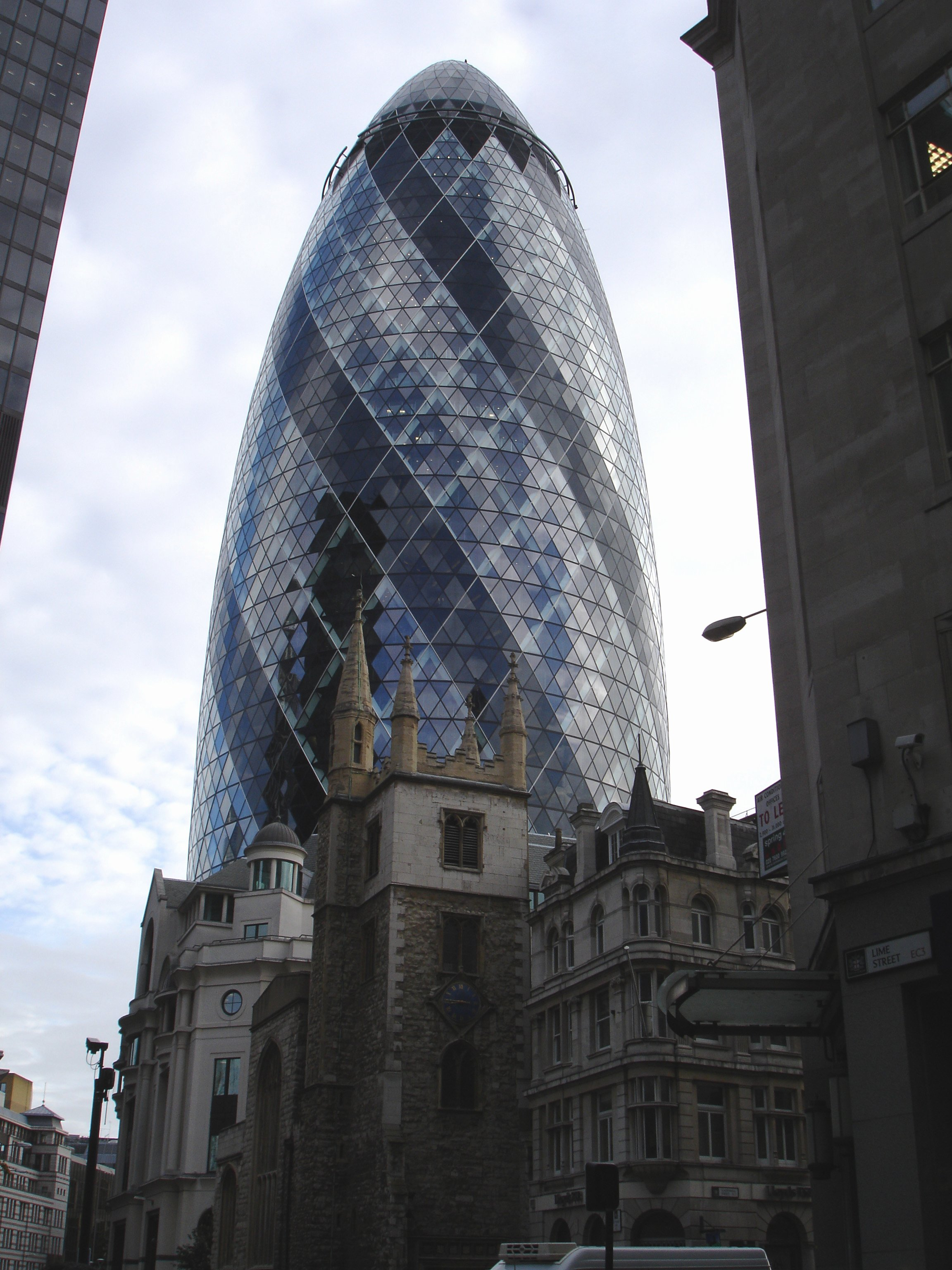
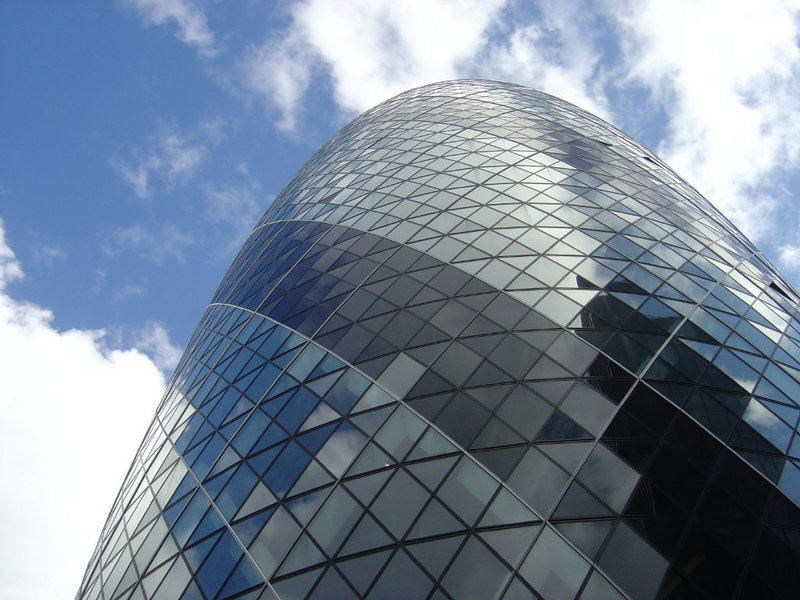
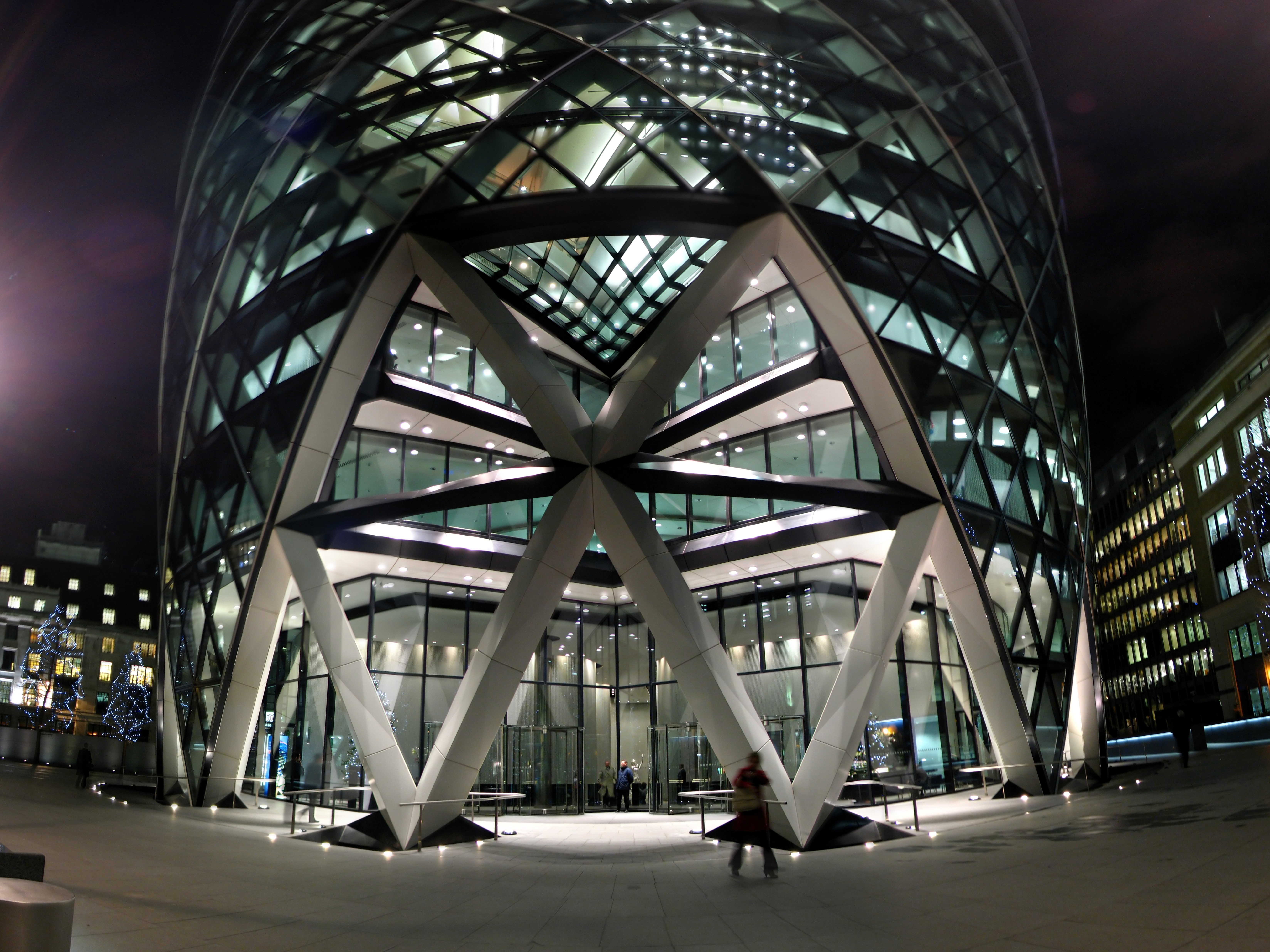
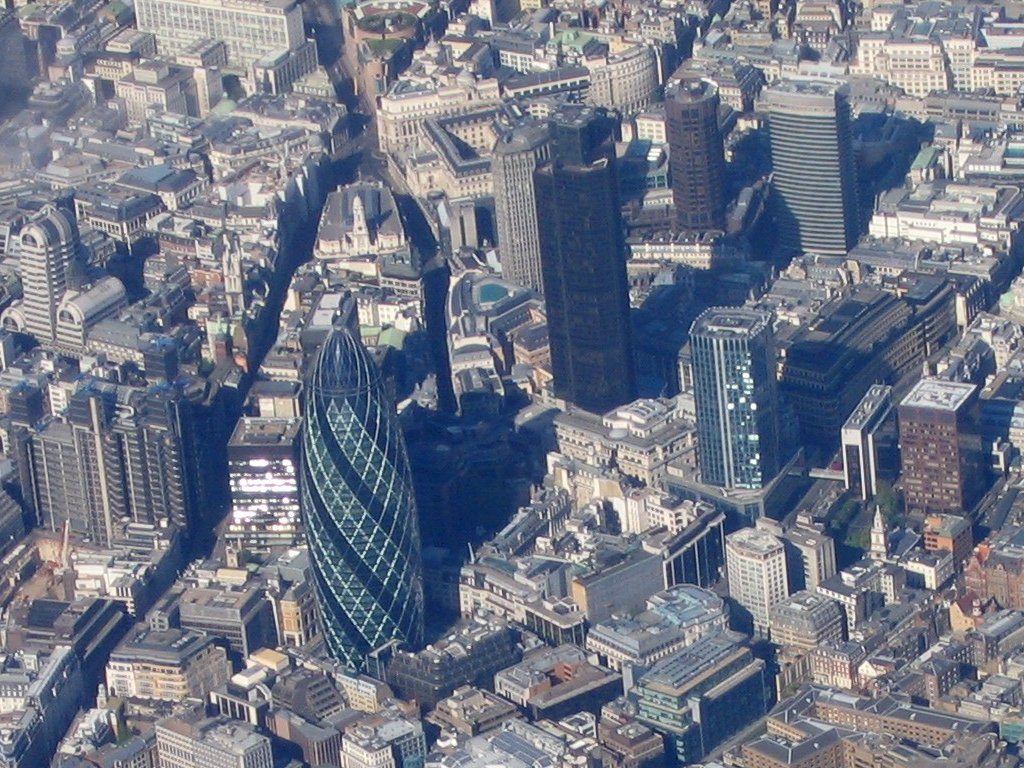
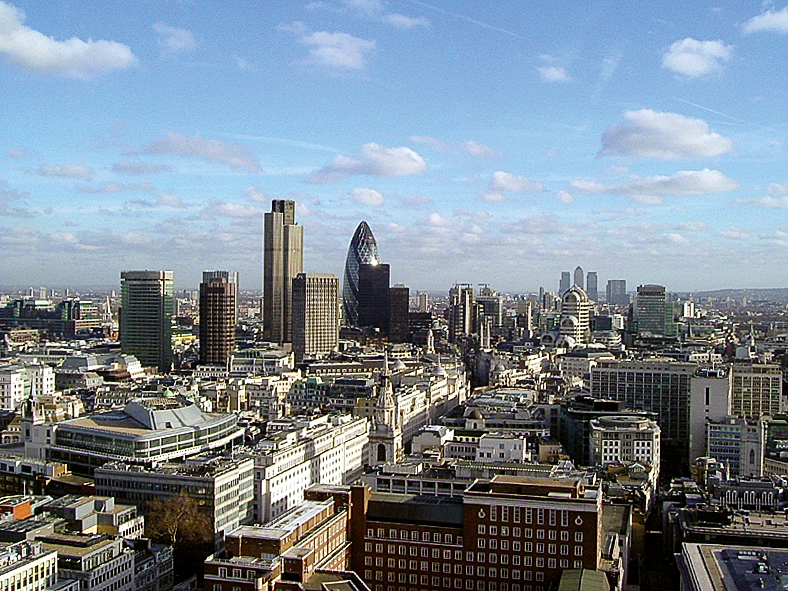